# Parachironomus mauricii
Parachironomus mauricii är en tvåvingeart som först beskrevs av Kruseman 1933.  Parachironomus mauricii ingår i släktet Parachironomus och familjen fjädermyggor. Det är osäkert om arten förekommer i Sverige. Inga underarter finns listade i Catalogue of Life.